# Сенке над Балканом (2. сезона)
Друга сезона криминалистичко-драмске телевизијске серије Сенке над Балканом доступна је од 8. новембра 2019. године на интернет платформи ЕОН. Емитовала се од 11. новембра исте године до 13. јануара 2020. године на каналу Нова С. Друга сезона се састоји од десет епизода.

## Радња
Београд 31. децембар 1933. године. Језиво убиство покреће низ узбудљивих и мистериозних догађаја у којима ће се сукобити локални моћници, државна елита, тајна удружења и стране обавештајне службе. Од блата Јатаган мале па до сјаја Белог двора заплиће се завера која ће довести у питање будућност читаве земље и њеног владара. Време је да истрага почне.
Друга сезона серије ће се бавити припремом и извршењем атентата на краља Александра у Марсеју 1934. године, изградњом споменика Незнаном јунаку на месту срушене тврђаве Жрнов и тајнама са суђења припадницима завере против регента Александра током Солунског процеса 1917. године. Ови историјски факти убачени у фиктивни искреирани свет маште, искомбиновани са фиктивним догађајима и ликовима, чиниће окосницу 2. сезоне серије Сенке над Балканом.

## Улоге
| - Драган Бјелогрлић као Андра Танасијевић „Тане” - Андрија Кузмановић као Станко Плетикосић - Марија Бергам као Маја Давидовић - Јована Стојиљковић као Бојана Антић - Гордан Кичић као Алимпије Мирић / Калуђер - Горан Богдан као Мустафа Голубић - Марко Грабеж као Божидар Зечевић - Ненад Јездић као Милан / Кројач - Бранимир Брстина као Димитријевић - Богдан Диклић као Обрад Савковић - Небојша Дугалић као генерал Живковић - Никола Ђуричко као пуковник Ђоловић - Никола Вујовић као Иван Мештровић - Наташа Нинковић као Емина / Mадам - Леона Парамински као Марија Оршић - Стипе Ерцег као Клаус фон Хајнеман - Војислав Брајовић као Таки Папахаги - Ђорђе Кукуљица као гроф Арсеније Рајачки - Срђан Тодоровић као патолог др Бабић - Александар Стојковић као Пршо - Весна Тривалић као поднаредница Драгиња - Игор Ђорђевић као Верига - Петар Стругар као Данило Томасовић - Слободан Нинковић као жандар Живојин - Миодраг Фишековић као жандар Света - Кристоф Орт као Ордермајстер - Бојан Навојец као Анте Павелић - Славко Собин као Антун Анте Година - Радован Вујовић као Кнез Павле Карађорђевић - Алексеј Бјелогрлић као Станислав / Цане Бензинац - Горан Султановић као Председник суда - Срђан Тимаров као Видоје Станисављевић - Тони Михајловски као Хаџи Дамјан Арсов - Петре Арсовски као газда Киро - Бојан Жировић као Рајко Кајганић - Петар Мирчевски као Круме - Мирко Влаховић као Жмарo - Мишо Обрадовић као Милун Томасовић - Владо Новак као Антон Корошец - Миха Родман као мајор Андреј Космач - Александар Ђурица као начелник Јеремић - Милош Самолов као Антоније Милошевић Нишки - Милена Јакшић као Даница - Милан Никитовић као архивар Љуба | - Николина Фригановић као Соња Станисављевић - Сара Климоска као Јана - Горан Бјелогрлић као министар - Аксел Мехмет као Ангелче - Радивоје Буквић као Леополд Новицки - Ивана Дудић као Лили - Марко Гверо као Гезим - Марко Живић као Василије Трнавац - Миливоје Станимировић као Пекмез - Александар Глигорић као Јордан - Љубомир Николић као Сима - Стефан Радоњић као Мољац - Ања Мит као Ранка - Сандра Бугарски као Бранка - Ненад Окановић као Бата Рака - Милан Јовановић (стронгмен) као Лале - Вуле Марковић као Вељко Томасовић - Марко Тодоровић као Никола - Марко Петрић као Дидо Кватерник - Срђа Бјелогрлић као Манојло - Бранка Шелић као Ружа - Андреј Шепетковски као Артемије - Ђуро Брстина као Страхиња Димитријевић - Петар Ћирица као пиштољмалац - Михаило Перишић као агент - Горица Поповић као Горица - Милица Томашевић као Савка - Звездана Ангеловска као Вера - Ђорђи Нешкоски као Димче - Вутер ван Хаулингвен као СС официр - Стојша Ољачић као Шарац - Мина Обрадовић као секретарица Маје Давидовић - Романа Царан као риба у опијум клубу - Душан Јовановић као лопов - Слободан Тешић као рецепционар - Игор Филиповић као минер Бајрактаревић - Иван Бекјарев као Рајков сарадник - Борис Исаковић као Милан Стојадиновић - Зоран Јауковић као Владо Черноземски - Милош Лазаров као комуниста - Никола Глишић као комуниста - Јован Лоле Савић као Остоја - Борис Пинговић као директор штампарије - Владимир Алексић као радник у штампарији - Александра Николић као секретарица у штампарији - Бошко Пулетић као управник сиротишта - Милош Биковић као Јосип Броз Тито |  |

## Епизоде
| Бр. еп. (укупно) | Бр. еп. (у сезони) | Наслов         | Редитељ                           | Сценариста                                                               | Премијера          |
| --- | ------------------ | -------------- | --------------------------------- | ------------------------------------------------------------------------ | ------------------ |
| 11 | 1                  | „Епизода 2.1”  | Драган Бјелогрлић                 | Драган Бјелогрлић, Дејан Стојиљковић, Бобан Јевтић и Владимир Кецмановић | 11. новембар 2019. |
| Последњи дани 1933. године. Након неуспелог покушаја атентата на краља Александра у Загребу, јасно је да је Југославија у озбиљној политичкој кризи. Велике политичке и стратегијске игре заплићу се и у земљи и у иностранству, сам опстанак Југославије је доведен у питање. Ипак, Београд потреса нешто сасвим друго; језиво убиство на Авали, у средњовековној тврђави Жрнов на месту где ће се ускоро изградити споменик незнаном јунаку Ивана Мештровића. Инспектор Плетикосић, садашњи шеф београдског одељења за крвне и сексуалне деликте преузима истрагу, уз помоћ младог помоћника Зечевића. Од сиротињске Јатаган мале па до елитних клубова, Београд је у новогодишњој грозници и сав тај свет, од ситних лопова па до престоничке елите, бројећи последње секунде старе године не виде какви понори историје се пред њима одвијају. |                    |                |                                   |                                                                          |                    |
| 12 | 2                  | „Епизода 2.2”  | Драган Бјелогрлић                 | Драган Бјелогрлић, Дејан Стојиљковић, Бобан Јевтић и Владимир Кецмановић | 18. новембар 2019. |
| Како је након хапшења лудог Рајка са највиших институција дошло наређење да се истрага убиства на Жрнову прекине, инспектор Плетикосић сумњајући у ту теорију, тражи помоћ од свог пријатеља и бившег шефа, инспектора Танасијевића, који напустивши полицију сада води један сасвим другачији живот. Нестанак Новицког представља озбиљан проблем за државу, кнез Павле наређује генералу Живковићу да што пре сазна шта се десило са грофом. Тај нестанак озбиљно узнемирава и Мају Давидовић која није испунила поверен јој задатак. Мустафа Голубић, заштићен у свом склоништу полако плете мрежу како би сазнао каква се завера спрема. Свако се држи својих интереса, савезништва су успостављена, али ништа није онако како то на први поглед изгледа.                                                                                      |                    |                |                                   |                                                                          |                    |
| 13 | 3                  | „Епизода 2.3”  | Драган Бјелогрлић                 | Драган Бјелогрлић, Дејан Стојиљковић, Бобан Јевтић и Владимир Кецмановић | 25. новембар 2019. |
| Траг убице води до гроба незнаног јунака и тајне ко је тамо заиста сахрањен. Али испитујући тај траг, Станко и Зечевић у својој истрази, коју спроводе уз помоћ Танета наилазе на трагове који их још више шире мистерију. За то време у Италији, на самој граници са Југославијом, нови „јаки” човек подземља се спрема да ступи на сцену. Томасовић спашава македонског терористу Дамјана од његових дојучерашњих усташких пријатеља, и преко њега жели да успостави југословенску производњу и дистрибуцију нове дроге — хероина. Маја Давидовић и Мустафа Голубић на срећу, и мада идеолошки непријатељи, одлучују да сарађују на откривању ко стоји иза завере убиства краља. У тренутку када се Станку учини да је дошао до важног трага, деси се ново убиство.                                                                              |                    |                |                                   |                                                                          |                    |
| 14 | 4                  | „Епизода 2.4”  | Иван Живковић                     | Драган Бјелогрлић, Дејан Стојиљковић, Бобан Јевтић и Владимир Кецмановић | 2. децембар 2019.  |
| Откривањем леша грофа Новицког избија огроман скандал. Маја моли Танета за помоћ у истрази коју она сама спроводи. План о рушењу Јатаган мале и дизању новог насеља на њеном месту креће да се остварује. Мирић добија упутства да у трговини опијумом сарађује са Годином, кртицом службе у усташким редовима. Обрад Савковић, власник часописа „Новог доба” корак по корак спроводи своју агенду служећи се сплеткама и уценама. Маја се све више заплиће у причу коју не разуме у потпуности. Томасовић прилази Мирићу како би се договорили око сарадње. Соња, бивша Танетова жена напушта мужа. И док изгледа да су нови савези склопљени, у тренутку се све мења, а убица наставља свој крвави пир. |                    |                |                                   |                                                                          |                    |
| 15 | 5                  | „Епизода 2.5”  | Мирослав Лекић Драган Бјелогрлић  | Драган Бјелогрлић, Дејан Стојиљковић, Бобан Јевтић и Владимир Кецмановић | 9. децембар 2019.  |
| Тане одлучује да се након смрти Соње укључи у потпуности у потрагу за убицом. Антон Корошец, некада моћни министар унутрашњих дела, сада седи заточен у кућном притвору на Хвару. Ипак и одатле труди се да преко својих веза и утицаја помрси рачуне пре свега генералу Живковићу и београдској елити. Томасовић нуди сарадњу Танету. Ствари се компликују и за Калуђера, а уз то Живковић је убеђен да он игра двоструку игру. Маја схвата да је Рајачки био све време у вези са бечком централом Тула. Станко открива чињенице које сумњу бацају на неочекивану особу. Томасовић долази у Јатаган малу. И док Калуђер спрема освету Јатаган малој, убица проналази нову жртву. |                    |                |                                   |                                                                          |                    |
| 16 | 6                  | „Епизода 2.6”  | Срђан Спасић                      | Драган Бјелогрлић, Дејан Стојиљковић, Бобан Јевтић и Владимир Кецмановић | 16. децембар 2019. |
| Рат између Калуђера и Јатаган мале се све више распламсава. И док Томасовић жели да му Јатаган малци помогну око успостављања послова са хероином у Македонији, Тане и Станко настављају своју истрагу о тајанственом убици. Голубић доводи Дамјана Хаџиарсова у њихово склониште и припрема га за одлучујућу улогу коју му је наменио. За то време обруч око Димитријевића се све више стеже и сви знаци показују да је он умешан у убиство. Тане у то не верује, али тада долази до великог преокрета. И док се Тане одлучује на очајнички корак како би заштитио пријатеља, Маји Давидовић долазе лоше вести. |                    |                |                                   |                                                                          |                    |
| 17 | 7                  | „Епизода 2.7”  | Драган Бјелогрлић                 | Дејан Стојиљковић, Бобан Јевтић и Драган Бјелогрлић                      | 23. децембар 2019. |
| Тане се не предаје у намери да докаже Димитријевићеву невиност. Мустафа Голубић му даје информације које ће тајанственог убицу повезати са важним политичким догађајима из далеке прошлости. Долазак Марије Оршић у Београд узнемирио је духове београдских елита и док она истражује због чега и ко је убио грофа Новицког, њен однос са Мајом Давидовић постаје све компликованији. Јатаганци су у Македонији добро примљени, развијају планове за своје даље деловање. Кнез Павле упозорава Петра Живковића да долазе тешка времена и да је опстанак Југославије под знаком питања. И док Мустафа Голубић одлази у Беч у потрази за одговорима, у Београду ће једна изненадна смрт бацити ново светло на цео случај. |                    |                |                                   |                                                                          |                    |
| 18 | 8                  | „Епизода 2.8”  | Данило Бећковић                   | Дејан Стојиљковић, Бобан Јевтић и Драган Бјелогрлић                      | 30. децембар 2019. |
| Нова ситуација тера наше јунаке на нова решења. Тане нуди Томасовићу сарадњу како би кренули на Обрада Савковића за кога сумња да стоји иза покушаја дестабилизације државе. Најзад то је јасно и Станку тако да њих тројица, уз Мајину помоћ спремају план како да намаме Савковића у своју замку. За то време у Македонији производња дроге узима маха. Јавља се и нова љубав, између Бензинца и лепе газда Кирине кћи. Љубав цвета и у Београду, али њени плодови су много опаснији. Марија Оршић плете своју мрежу и док се финални обрачун спрема, једно откриће бациће ново светло на заверу која се плете. |                    |                |                                   |                                                                          |                    |
| 19 | 9                  | „Епизода 2.9”  | Данило Бећковић Драган Бјелогрлић | Дејан Стојиљковић, Бобан Јевтић и Драган Бјелогрлић                      | 6. јануар 2020.    |
| Карте су отворене и финални обрачуни се припремају. Калуђер нуди Корошецу сарадњу, Тане и Станко припремају напад на Савковићево царство, Маја покушава да се ишчупа из мреже у коју ју је увукла Марија Оршић, Бојана ће у жељи да помогне Станку, пасти у руке Мустафи Голубићу, Калуђер креће у одлучујућу битку како би уништио своје непријатеље, а док се ствари све више и више компликују, у Македонији ће једна љубав бити крунисана венчањем. Или је то бар тако требало да буде. |                    |                |                                   |                                                                          |                    |
| 20 | 10                 | „Епизода 2.10” | Драган Бјелогрлић                 | Дејан Стојиљковић, Бобан Јевтић и Драган Бјелогрлић                      | 13. јануар 2020.   |
| Танету и Станку је најзад јасно ко је убица и ко припрема атентат на краља Александра и министра иностраних послова Француске, Бартуа. И како је читава полиција алармирана како би заштитила краља од могућег атентата, једино Тане и Станко схватају да се води двострука игра и да је наводни атентатор само маска за праву заверу, која ће нас поновно вратити на Жрнов. Ствари које ће се тамо десити имаће далекосежне последице по све наше јунаке. |                    |                |                                   |                                                                          |                    |

## Занимљивости
- Драган Бјелогрлић дао је назнаке још током снимања да би цела 2. сезона могла да се пре приказивања на Новој С могла појавити и на интернет платформи ЕОН.

„- Постоји чак идеја да се појави на једној интернет платформи, тако да ко жели може да плати и погледа „у цугу” целу серију. Проблем је једино што ће се онда сазнати и ко је убица. Видећемо за коју ћемо се комбинацију определити, то највише зависи од емитера. У току лета, са „Јунајтед медијом”, која је власник и продуцент серије, покушаћемо да нађемо најбоље решење, како би серија била доступна свима.”
- На промоцији друге сезоне у Југословенској кинотеци, Драган Бјелогрлић је потврдио да ће се друга сезона репризно емитовати и на Првој на пролеће 2020. године. Серија се емитовала од 13. марта до 15. маја 2020. петком у 22 сата на Првој телевизији.

- Читава друга сезона серије од 18. маја 2020. је такође доступна бесплатно и корисницима портала Нова.рс

## Филмска екипа
| - Режија: Драган Бјелогрлић Срђан Спасић Иван Живковић Мирослав Лекић Данило Бећковић - Редитељ друге екипе: Срђан Спасић - Сценарио: Владимир Кецмановић Дејан Стојиљковић Бобан Јевтић - Сарадник драматург:Ђорђе Милосављевић - Продуцент: Драган Бјелогрлић - Извршни продуцент: Горан Бјелогрлић | - Директор серије: Наташа Вишић Љиљана Ђуричко - Директор Фотографије: Иван Костић Немања Петковић - Монтажа: Лазар Предојев Милена Предић Александар Поповић Бојан Косовић - Композитор: Магнифико - Костим: Борис Чакширан - Сценографија: Горан Јоксимовић - Маска: Душица Вуксановић - Продукција: Јунајтед медија - Извршна продукција: Кобра филм |  |

## Напомена
1. ↑  Све епизоде друге сезоне су постале доступне на платформи ЕОН за 990 динара 8. новембра 2019. године пре почетка премијерног емитовања на каналу Нова С.